# Yamaha Aerox
Yamaha Aerox 50 – skuter, zadebiutował w roku 1997, produkowany do 2012 bez większych zmian konstrukcyjnych. Zmieniano jedynie malowania oraz zestawy zegarów i tylne zawieszenie. Głównie przeznaczony do ruchu miejskiego. Bliźniaczy model - MBK Nitro. Aeroxa napędza silnik dwusuwowy firmy Minarelli (należącej do koncernu Yamaha) o pojemności 49 cm³ i mocy ok. 3,4 kW, chłodzony cieczą. Skuter posiada charakterystyczny, sportowy wygląd. Zawieszenie Paioli oraz 2 hamulce tarczowe firmy Brembo nadają wyścigowego charakteru. Osadzony został na 13-calowych kołach. Średnie spalanie wynosi około 3 l/100 km. 
W roku 2013 wydany został nowy model Yamahy Aerox. Dokonane zmiany można określić mianem faceliftingu. Zmieniono kształt reflektora i lampy tylnej, zmodyfikowano zestaw zegarów i wskaźników, karoserii nadano bardziej dynamiczne i opływowe kształty. Zmieniono również kanapę pasażera na bardziej praktyczną.  Nowy model Aeroxa początkowo nie został ciepło przyjęty na rynku. Po raz pierwszy do sprzedaży obok  Aeroxa z silnikiem 2T chłodzonym cieczą, wprowadzono również wersję 4T chłodzoną powietrzem.

## Yamaha Aerox 100
Produkowano model Aerox 100 wyposażony w silnik dwusuwowy o pojemności 101 cm³ chłodzonym powietrzem. Aerox 100 był produkowany w latach 2000-2005. Można go było kupić w dwóch kolorach "Extreme Blue" oraz "Racing Red".

## Dane techniczne
| Marka i model             | Yamaha YQ50 Aerox                                                                                    | Yamaha YQ100 Aerox                                          |
| ------------------------- | --- | ----------------------------------------------------------- |
| Silnik                    | dwusuwowy/chłodzony cieczą (Minarelli MA 50)                                                         | dwusuwowy/chłodzony powietrzem                              |
| Układ                     | jednocylindrowy                                                                                      | jednocylindrowy                                             |
| Pojemność skokowa         | 49 cm³                                                                                               | 101 cm³                                                     |
| Średnica x skok           | 40 x 39,2 mm                                                                                         | 52 x 47,6 mm                                                |
| Moc maksymalna :          | 3,4 kW przy 6500 obr./min, wersja otwarta 3,60 kW                                                    | 4,4kW                                                       |
| Moment obrotowy           | 3,7 Nm przy 4500 obr./min                                                                            |                                                             |
| Zasilanie                 | gaźnik Gurtner PY-12 lub Dellorto PHBN12HS                                                           | gaźnik Teikei TK 16                                         |
| Rama                      | Stalowa rura                                                                                         | Stalowa rura                                                |
| Zawieszenie przednie      | Teleskopowe Piaoli, skok 80 mm                                                                       | Teleskopowe Piaoli, skok 80 mm                              |
| Zawieszenie tylne         | Wahacz wleczony jednostronny z jednym elementem resorującym                                          | Wahacz wleczony jednostronny z jednym elementem resorującym |
| Hamulec przedni           | pojedynczy tarczowy dwutłoczkowy, tarcza o średnicy 190 mm                                           | pojedynczy tarczowy dwutłoczkowy, tarcza o średnicy 190 mm  |
| Hamulec tylny             | tarczowy dwutłoczkowy, tarcza o średnicy 190 mm                                                      | bębnowy o średnicy 130 mm                                   |
| Długość                   | 1743 mm                                                                                              | 1762 mm                                                     |
| Szerokość                 | 690 mm                                                                                               | 690 mm                                                      |
| Wysokość                  | 1170 mm                                                                                              | 1151 mm                                                     |
| Rozstaw osi               | 1256 mm                                                                                              | 1272 mm                                                     |
| Wysokość siedzenia        | 828 mm                                                                                               | 812 mm                                                      |
| Minimalny prześwit        | 185 mm                                                                                               | 157 mm                                                      |
| Masa pojazdu              | 97 kg                                                                                                | 97 kg (z płynami)                                           |
| Ciśnienie w oponach przód | do 90 kg: 1,50 bar powyżej 90 kg: 1,60 bar                                                           | 1,50 bar                                                    |
| Ciśnienie w oponach tył   | do 90 kg: 1,50 bar powyżej 90 kg: 1,70 bar                                                           | 1,50 bar                                                    |
| Zbiornik paliwa           | 7l                                                                                                   | 7l                                                          |
| Zbiornik oleju            | 1,3 l                                                                                                | 1,3 l                                                       |
| Prędkość maksymalna       | 45 km/h (zablokowany) Odblokowany 82-85 km/h według licznika, 70 -72 pomiar GPS (Masa kierowcy 95kg) | 120 km/h                                                    |
| Zużycie paliwa            | ok. 3 l / 100 km                                                                                     | 5 l / 100 km                                                |